# Крымский поход на Тулу (1552)
Крымский поход на Тулу 1552 года — вооружённый конфликт между Крымским ханством и Русским царством, вызванный военной агрессией со стороны крымской орды. Поход на Тулу в июне 1552 года стал первым походом Девлета I Гирея на Русь и имел своей целью остановить казанский поход Ивана Грозного. После отбитой осады под стенами Тулы и в результате сокрушительного поражения в битве на берегах реки Шиворонь, крымскотатарская орда под предводительством крымского хана Девлета I Гирея была полностью разгромлена русскими войсками Ивана Грозного.

## Подготовка к походу на Казань
В 1552 году царь Иван Грозный собрался раз и навсегда положить конец противостоянию с Казанским ханством и начал подготовку к решающему походу на Казань. Основательно планируя поход и подготавливая войска, Иван Грозный принимал во внимание вероятность зимней осады. Большое русское войско под командованием воеводы Александра Борисовича Горбатого-Шуйского уже стояло в Свияжске. Весной 1552 года в нескольких местах сбора к юго-востоку от Москвы началось формирование полков царского войска и комплектование военного обоза. 16 июня 1552 года царь с Большим полком выступил из Москвы к Коломне.

## Вторжение Девлета I Гирея в Русское царство
Крымские правители уже давно имели собственные виды на Казанское ханство. Много лет они пытались утвердить на казанском престоле потомков крымской династии Гиреев, приведя тем самым Казанское ханство в вассальную зависимость от Крыма. В этом случае крымский хан получал не только контроль над новыми территориями, доступ к экономическим, политическим и военным ресурсам Казанского ханства, но и удобного союзника в борьбе с соседними державами, и, в особенности, со стремительно набирающим силу Русским Царством на севере. Поэтому, когда в Крыму стало известно о готовящемся русском походе на Казань, хан рассудил, что это напрямую угрожает его интересам.
Новый крымский хан Девлет I Гирей, поставленный турецким султаном в 1551 году во главу Крымского ханства вместо его родного дяди хана Сахиба I Гирея, решил во что бы то ни стало сорвать поход Ивана Грозного на Казань и предотвратить падение Казанского ханства. Девлет Гирей незамедлительно приступил к набору войска и формированию многочисленных вооружённых отрядов, готовых отправиться в набег. В поисках союзников он отправил послов в Ногайскую Орду к Юсуф-бею и в Астраханское ханство к хану Ямгурчи с просьбой принять участие в крымском походе на Русь.

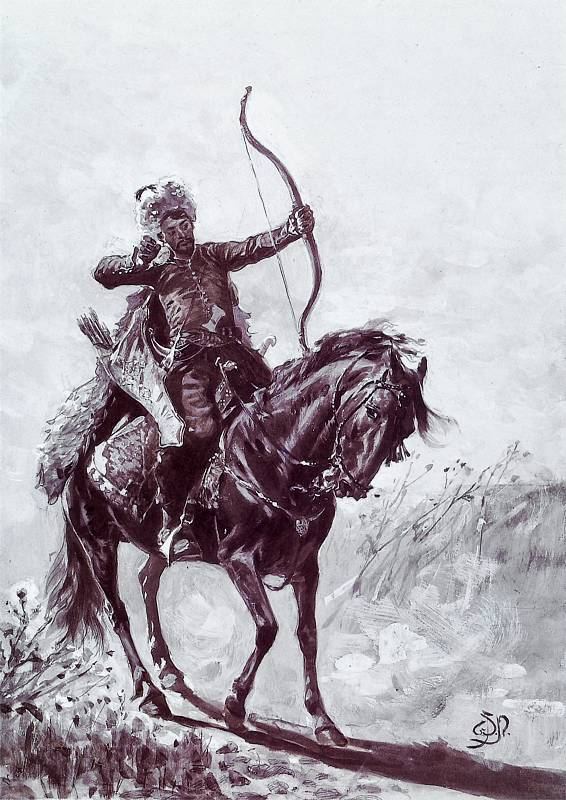
Крымскотатарский лучник

Девлет Гирей рассчитывал напасть на Русское царство, застав войска Ивана Грозного на подступах к Казани, чтобы русские полки потратили как можно больше времени и сил на возвращение под Москву, предоставив возможность татарам безнаказанно грабить, разорять и бесчинствовать в пределах русской земли. Крымский хан намеревался своим вторжением нанести как можно больший ущерб русским землям, усмирив и ослабив тем самым Русское царство и лишить его возможности продолжить казанский поход в этом году.
Но Юсуф-бей отказался принимать участие в крымскотатарском набеге на Русь, не желая начинать вражду против Ивана Грозного, в заложниках у которого была его родная дочь Сююмбике, преданная казанскими мурзами. Астраханский хан Ямгурчи также не давал своего согласия, затягивая с ответом.
Заручившись поддержкой своего сюзерена — турецкого султана Сулеймана I, Девлет Гирей получил современную артиллерию, которой не было у татар. Кроме этого, татарской орде были приданы отряды турецких янычар, специально обученных и подготовленных для захвата инженерных сооружений и укреплённых городов.
Предвидя нападения крымских татар на Русь, царь Иван Грозный направил "лазутчика в черкасы" Труфана Тинькова, который возвратился в Путивль 19 мая 1552 года и принёс весть, что ему сказал черкасский наместник, что царь крымский готов идти в поход с нарядом (артиллерией) в количестве семнадцать пушек, а на кого хочет идти крымский царь, то того он не ведает. После доклада, Государь вновь направил Труфана Тинькова для сбора полных вестей о крымском намерении. Также по царскому указанию была направлена грамота пану Яну (ближайший к русским землям литовский воевода), которому отписано, что крымский царь вышел из Перекопа, а куда движется на Великое княжество литовское или на Русь — неизвестно и просил выслать своих "лазутчиков" под крымские улусы, и по "крымским вестям" незамедлительно информировать русских воевод. Дополнительно было выделено 300 рублей денег для увеличения числа сторожей на опасных участках степи.
В июне 1552 года Девлет Гирею донесли, будто русское войско уже отправилось в поход на Казань и находится достаточно далеко от столицы, чтобы не успеть остановить вторжение крымских татар и предотвратить разорение русских земель. Тогда хан Девлет I Гирей направил собранную им крымскотатарскую орду, усиленную турками, по Изюмскому шляху в свой первый набег на Русское царство. Но уже при переправе крымских татар через реку Северский Донец они были обнаружены русскими станичниками, которые немедленно отправили гонца к царю с вестью о готовящемся вторжении.
19 июня Иван IV Васильевич прибыл в Коломну. Здесь ему сообщили, что полчища крымских татар уже вошли в русские земли и идут разорять Рязанские и Коломенские места. Было решено встретить татар под Коломной. Иван Грозный распорядился Большому полку встать у села Колычёва под Коломной, Передовому полку у Мстиславля, а полку Левой руки под Голутвиным монастырём. Царь и его воеводы ещё не знали, что к ним идёт сам крымский хан со всей своей ордой.
Девлет I Гирей вёл полчища крымских татар разорять Рязанские земли, опустошив которые, он рассчитывал двинуться на Коломну. Но когда пленные рязанские станичники сказали хану о том, что под Коломной стоит сам Царь Иван Грозный со своими войсками, ожидая его, чтобы сотворить с татарами «прямое дело» за православную веру, Девлет Гирей немедленно передумал продолжать набег и захотел возвратиться в Крым. Однако, татарские мурзы, принимавшие участие в набеге вместе с ханом, не пожелали мириться с таким решением и, чтобы не потерять лица, настояли на том, чтобы пойти в тульскую землю, находящуюся в большем удалении от Коломны, учинив в Туле такой же разбой, насилие и разрушение, как и в литовском Бряславле. Девлет Гирей, послушавшись своих мурз, продолжил набег, и, дабы не покрыть себя позором, решил взять хотя бы Тулу.

## Осада и оборона Тулы

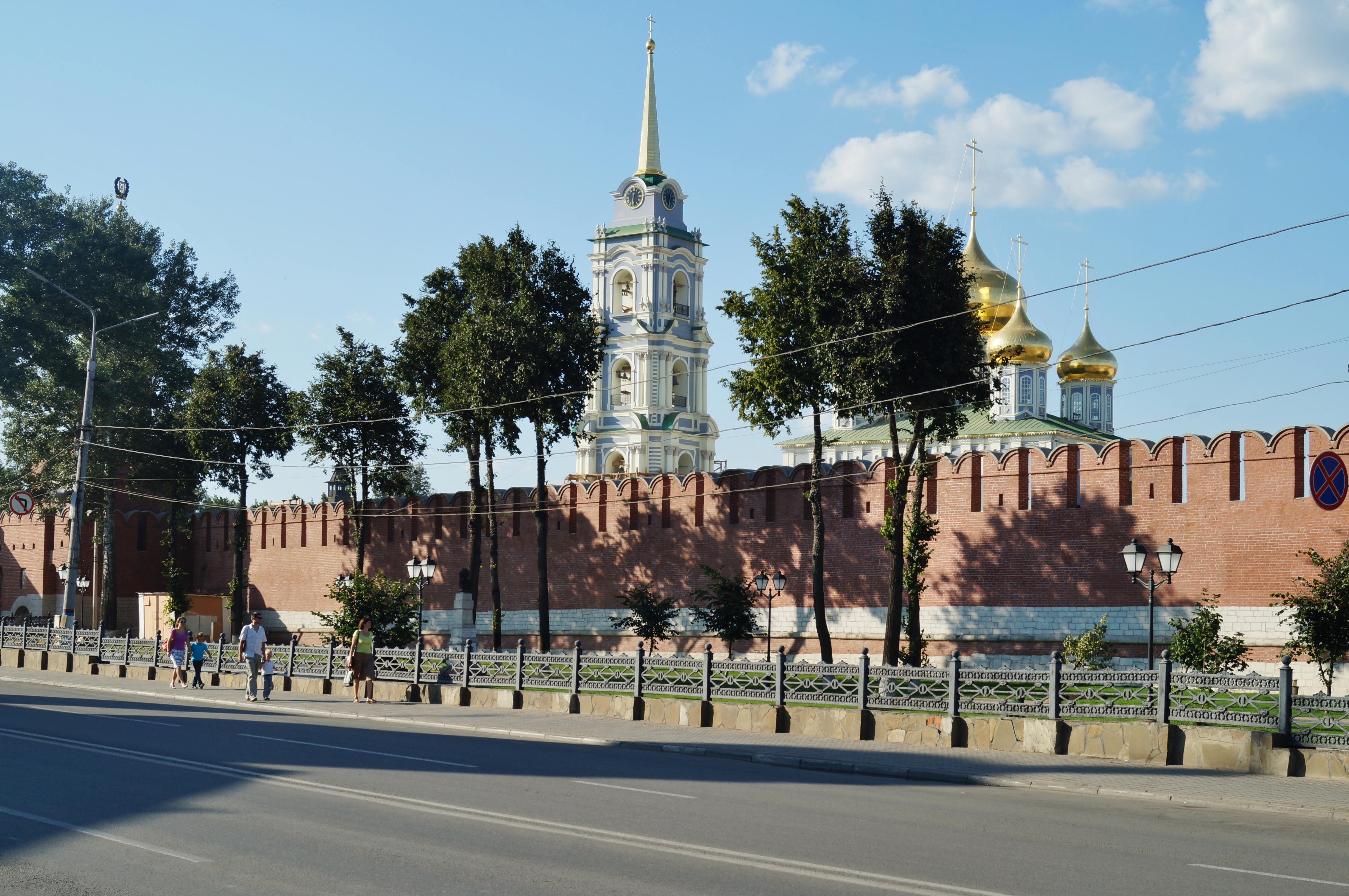
Тульский кремль

### 21 июня, вторник
21 июня передовые отряды крымской орды численностью до 7 тысяч человек вышли к Туле и осадили её. Но вскоре большая часть прибывших татар отошла от города и разъехалась загонами по окрестным селениям для грабежа и захвата рабов. В самой Туле ожидали прихода «крымского царевича» с малым войском.
Обороной города руководил князь Григорий Иванович Темкин-Ростовский, назначенный служить в Туле первым воеводой после его участия во втором казанском походе 1550 года. Под его командованием в Туле находился лишь небольшой гарнизон. Весь остальной воинский контингент был мобилизован для участия в третьем казанском походе.
Этим же днём в Коломну, где стоял Иван Грозный с Большим полком, прискакал гонец из Тулы, присланный князем Григорием Ивановичем с вестью о том, что отряды крымских татар вторглись в пределы тульской земли и осадили город Тулу, подвергнув разграблению близлежащие деревни и слободы.
Получив это послание, Иван Васильевич отправил на помощь осаждённому городу полк Правой Руки из Каширы под началом боярина князя Петра Михайловича Щенятева и воеводы князя Андрея Михайловича Курбского. Наряду с полком Правой Руки было приказано отправиться в поход к Туле Передовому полку из Ростиславля-Рязанского под началом боярина князя Ивана Ивановича Турунтая-Пронского и князя Дмитрия Ивановича Хилкова. В поход также были подняты некоторые соединения Большого полка под руководством князя Михаила Ивановича Воротынского, стоявшие у села Колычово, что невдалеке от Коломны, с тем, чтобы снять осаду с города и выбить татар из-под Тулы.

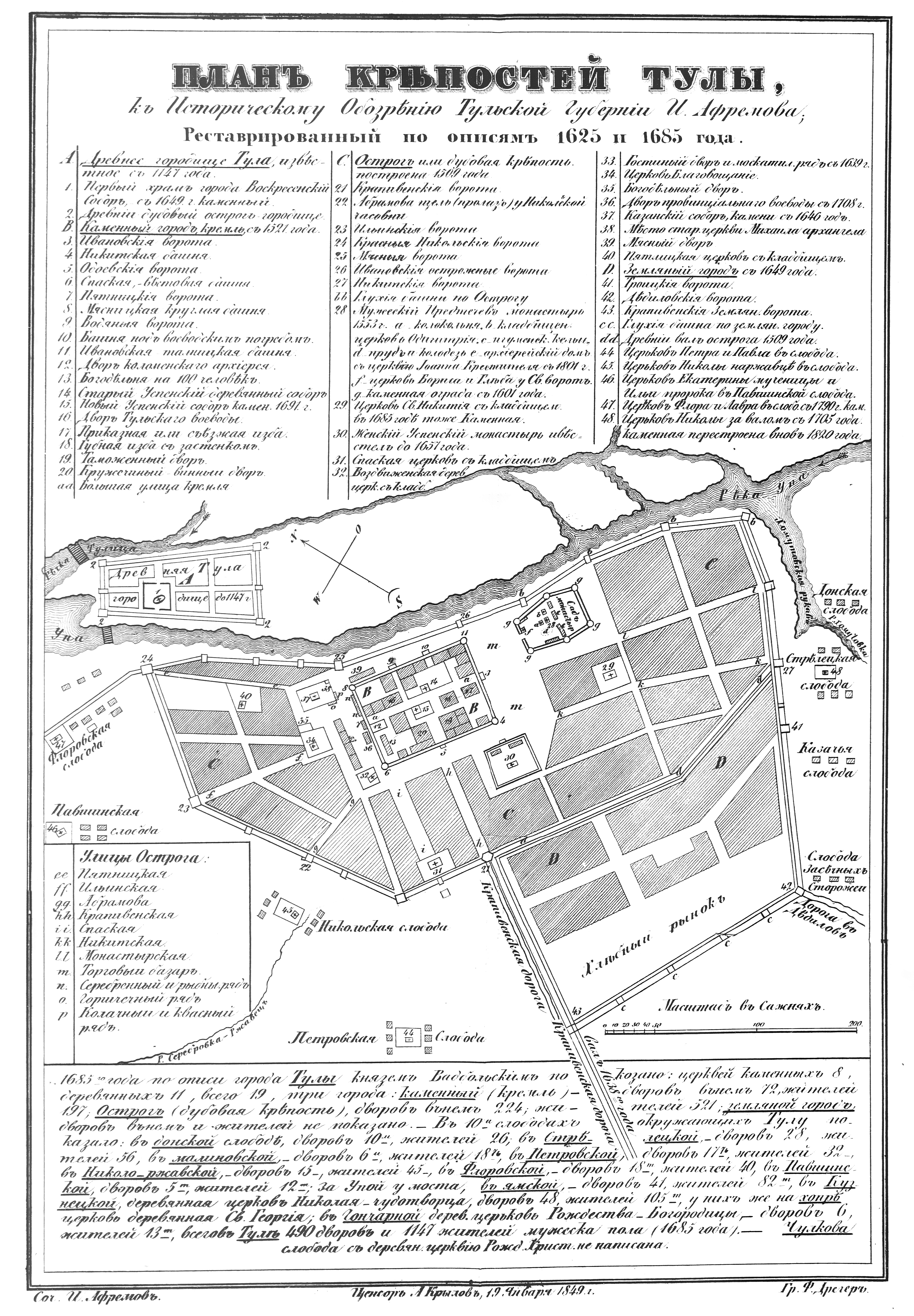
План Тульских крепостей

Основные силы русского войска во главе с Иваном Грозным были приведены в готовность выступить против крымскотатарской орды на следующее утро в случае необходимости.

### 22 июня, среда
В среду 22 июня к Туле пришёл сам крымский хан Девлет Гирей с сыном, своими мурзами и всей крымскотатарской ордой. Он привёз с собой артиллерию, подаренную султаном, и привёл под Тулу многочисленные отряды турецких янычар. Обложив город со всех сторон плотным кольцом осады, татары и турки начали готовиться к приступу.
По приказу Девлета Гирея артиллерия принялась расстреливать город и укрывшихся в нём жителей. По крепости били горящими ядрами, а татарские лучники обстреливали осаждённых из луков. В результате артиллерийского огня в нескольких местах крепости вспыхнули пожары. В этот момент хан приказал янычарам турецкого султана штурмовать стены. Но немногочисленные защитники Тулы не дрогнули.

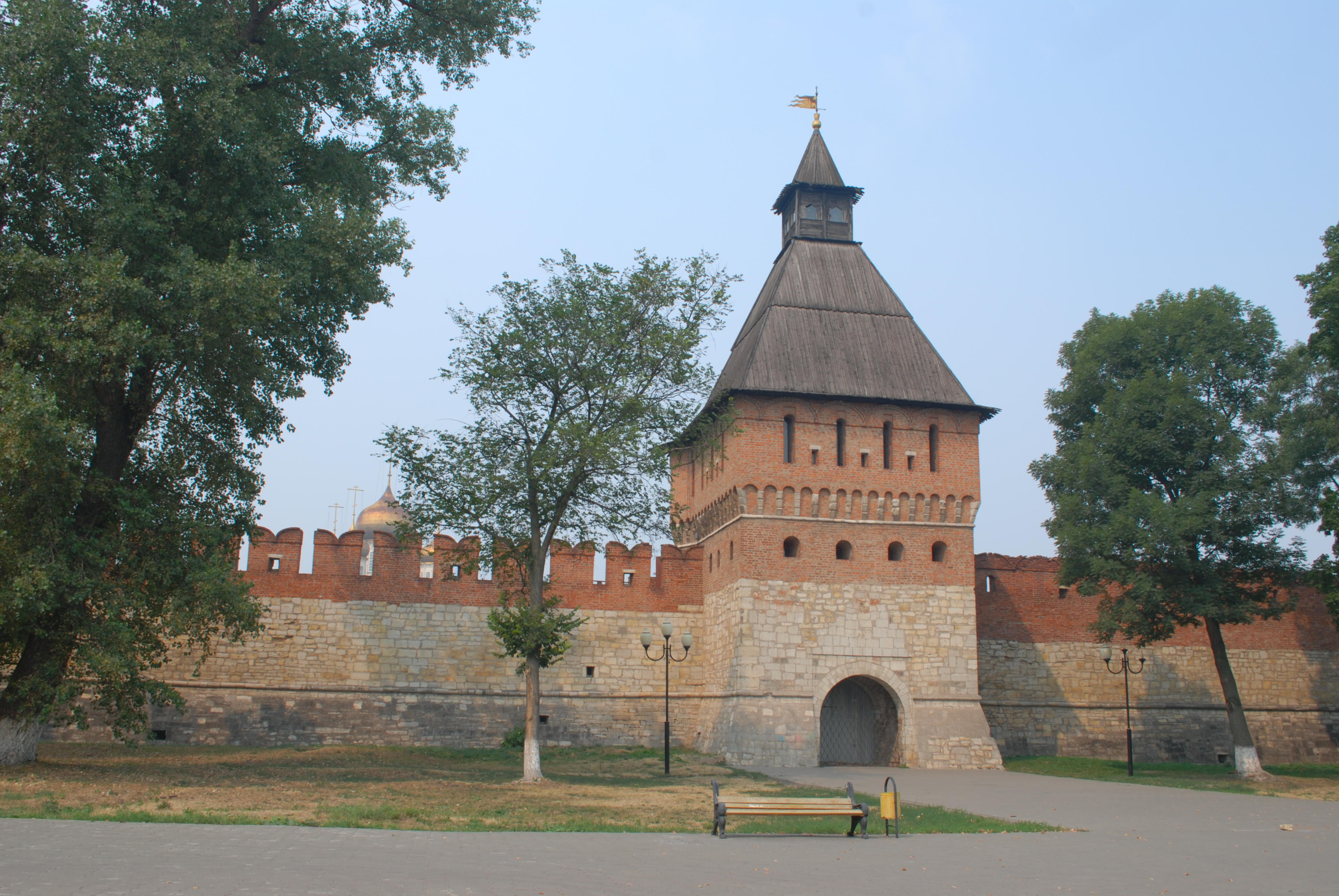
Башня Ивановских ворот

Укрывшиеся в крепости женщины и дети тушили пламя пожаров, гасили огонь, уберегая от его распространения постройки внутри стен. Горожане и местные жители помогали воинам сражаться с татарами и турками на стенах и в башнях. Весь день крымскотатарские отряды приступали к тульской крепости. Защитникам Тулы удалось отразить несколько попыток штурма.
Уже под вечер, во время очередного приступа, осаждавшим удалось взломать одни из ворот. Образовался пролом, через который татары и турки готовы были ринуться в крепость. Женщины вместе с малыми детьми помогавшие воинам оборонять город, «яко мужи охрабришася», сумели не только не пропустить врагов в пробитые ворота, но и закрыть пролом завалом из камней и бруса

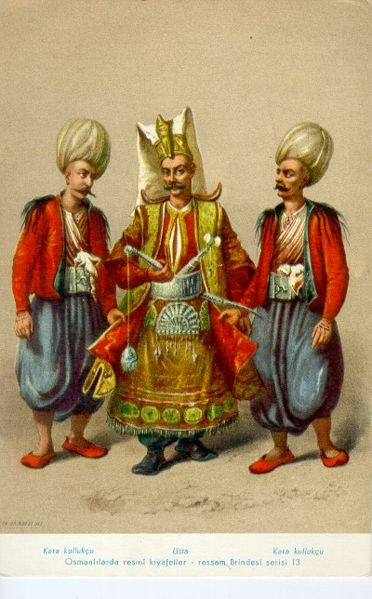
Янычары

К вечеру атаки татар и турок на всех стенах были отражены защитниками Тулы. С наступлением темноты штурм города был прекращён. Но измождённые туляки в ожидании приступа не сходили со стен даже под покровом ночи.
К городу по каширской дороге приближалось войско князей Петра Щенятева и Андрея Курбского. После долгого и стремительного дневного перехода их полки остановились на ночлег в нескольких часах пути от Тулы, чтобы утром на марше вступить в битву с крымскотатарской ордой.

### 23 июня, четверг
Через несколько часов, ранним утром 23 июня, Девлет Гирей, желая осуществить задуманное и захватить Тулу, велел своим отрядам возобновить штурм. Татары и турки видя, что людей за стенами немного, уверенно пошли на приступ используя пушки и пищали. Несмотря на это, среди защитников города начал ходить слух, будто к Туле «Царь православный приближается» со своим воинством. От туляков, попадающих в бою в плен, этот слух распространился и среди татар. Лазутчики Девлета Гирея, возвратившиеся из ночного дозора, также засвидетельствовали, что видели огромное русское войско, расположившееся на ночлег на подступах к Туле. Татары решили, что это сам Царь и Великий Князь Иван Васильевич идёт на них со всем своим великим войском.
Вскоре защитники Тулы увидели со стен столпы дорожной пыли, клубящиеся высоко над горизонтом. Русские войска спешили на помощь осаждённому городу. Узнав о скором прибытии подкрепления, первый воевода князь Григорий Иванович Темкин-Ростовский собрал вокруг себя всех уцелевших воинов и других защитников, кто мог с ним пойти, и начал приготовления для совершения вылазки из крепости. Взявшись за оружие, в один ряд с воеводами и воинами в ополчение вставали мужчины, женщины и дети. Через открытые ворота на врага устремилось вновь сформированное тульское ополчение и вступило в ожесточённую рукопашную битву с татарами.

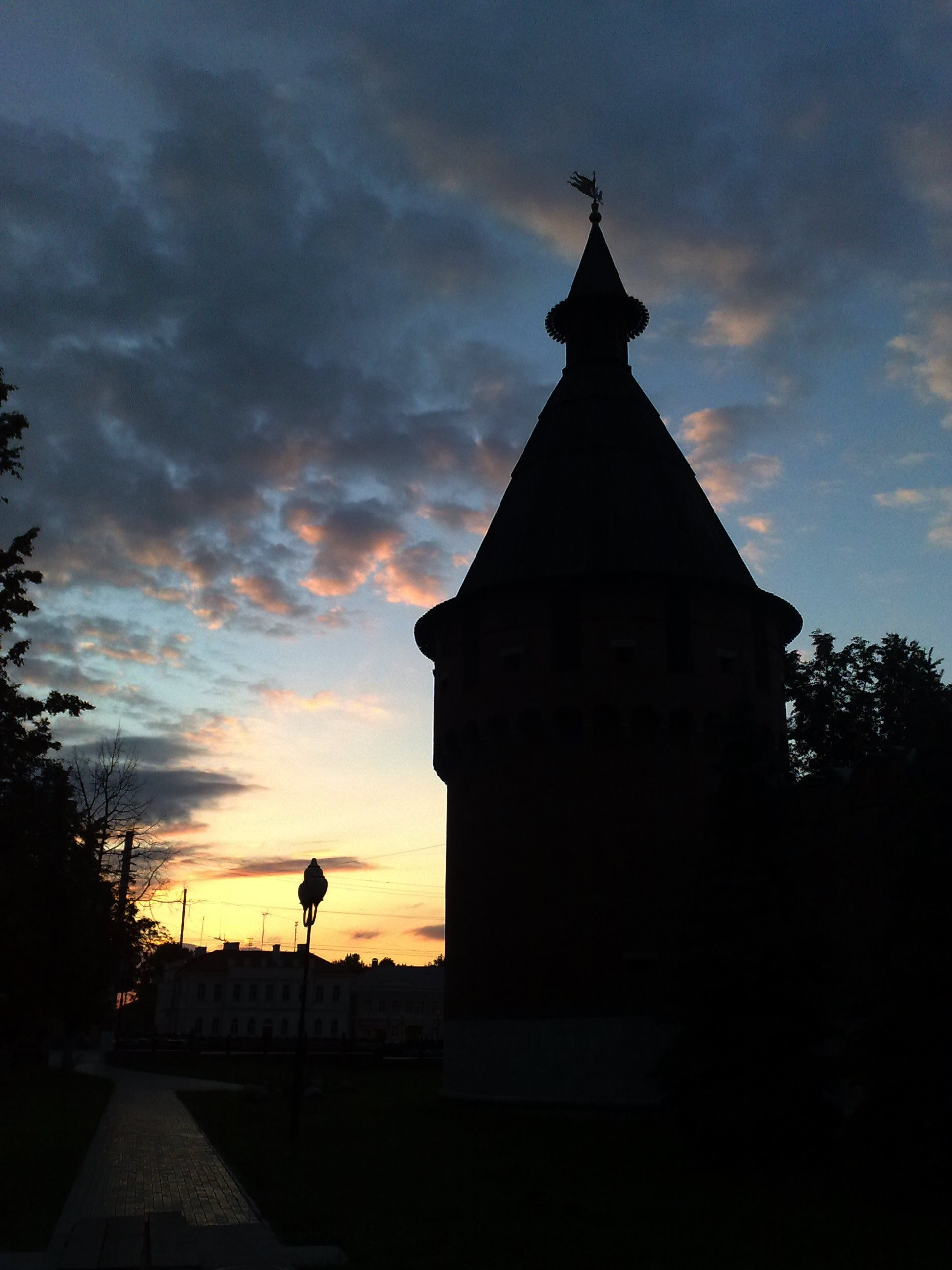
Тульский кремль на закате

Девлет Гирей не пожелал дожидаться подхода царского войска и бежал из-под Тулы, уводя главные силы своей орды на юг, так и не сумев ни взять, ни разрушить города. Татары отходили, оставляя свои шатры, бросая колесницы и «всё стяжание их серебряное, златое и ризное».
Воодушевление защитников Тулы было настолько велико, что им удалось перебить и захватить в плен множество татар и турок. Среди убитых оказался ханский шурин Камбирдей. В ходе битвы тульскому ополчению удалось захватить у татар всю турецкую артиллерию, весь боезапас ядер, стрел и огромное количество пороха, привезённые для стрельбы по Туле и её жителям.
Не прошло и часа после бегства Девлета Гирея, как к городу подоспели русские полки. Первыми к Туле пришли воеводы князь Михаил Петрович Репнин из Пронска и Фёдор Игнатьевич Салтыков из города Михайлова. Князь Темкин-Ростовский поспешил снарядить гонца, некоего Григория Сухотина, чтобы тот как можно скорее сообщил царю известие о снятии осады с Тулы.

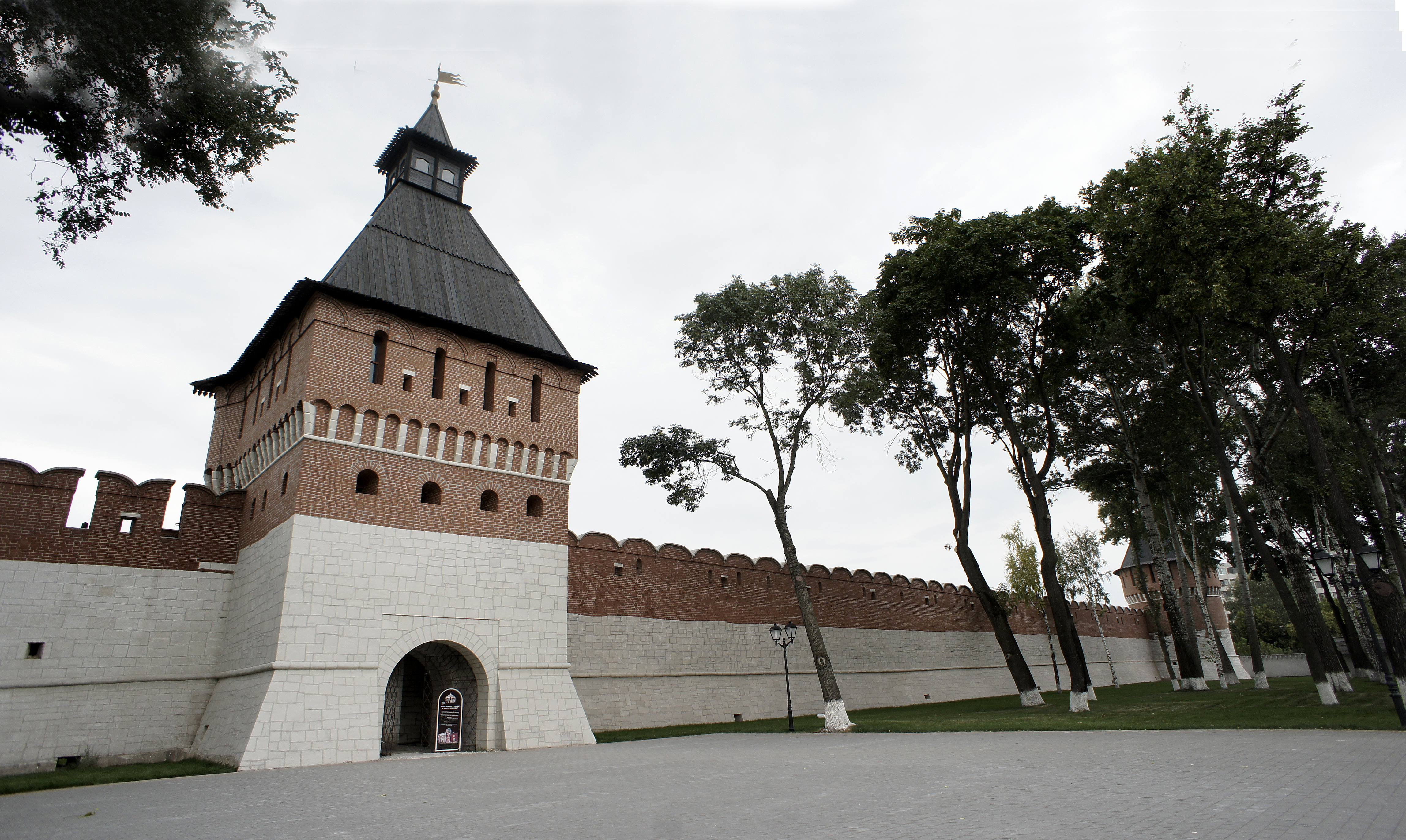
Башня Ивановских ворот

Через три часа после бегства Девлета Гирея, под Тулу пришли все воеводы с полками, посланные Иваном Грозным на защиту города и встали на том же месте, где ещё несколько часов назад стояли ханские шатры. К этому времени начали возвращаться отряды татар, которые были в загонах и поэтому ещё не знали, что хан бежал, бросив их, а у стен Тулы уже стоит русское войско.
Свыше 30 тысяч крымских татар, разъехавшихся загонами по окрестностям для разорения и опустошения тульских земель, теперь возвращались назад, рассчитывая примкнуть к своему хану. Но когда они увидели, что хана под Тулой нет, а их ожидает русское войско, уступающее им по численности, татары пошли на битву. Князья Щенятев и Курбский, командующие сводным 15 тысячным русским войском под стенами Тулы разбили все татарские отряды, вернувшиеся к городу. Большое количество татар было захвачено живыми и взято в плен, много татар было убито.

## Битва на реке Шиворонь

Река Шиворонь в окрестностях Дедилова

Разбив под стенами Тулы оказавшихся брошенными разрозненные части татарского войска, которые занимались разбоем, мародёрством и разорением близлежащих деревень, царские полки отправились в погоню за крымской ордой, расправляясь с отстающими отрядами. На берегах реки Шиворонь, впадающей в Упу, русское войско под командованием первых воевод полка Правой Руки князей Щенятева и Курбского настигло Девлета Гирея с его татарами 23 июня 1552 года и навязало бой превосходящим силам противника.
В результате скоротечной, но кровопролитной схватки, крымские отряды были полностью разгромлены русскими полками, и Девлет Гирей был вынужден бежать в степи с остатками своей орды, бросив обозы с награбленной добычей и военным имуществом. В битве князь Андрей Курбский получил ранения головы, плеч и рук.
Вечером 23 июня недалеко от Каширы к Ивану Васильевичу прибыл новый гонец с вестью о полной ликвидации угрозы Туле и бегстве крымских татар из-под стен города. Получив эту новость, царь остановил своё войско и заночевал в Кашире, отправив перед этим грамоты воеводам в Северские места, Путивль, Рыльск, Новгород-Северский, Белёв и Одоев с указанием следить за возможным появлением крымских войск и незамедлительном извещении об этом Государя.

## Итоги битвы на реке Шиворонь
Победа русского войска в битве на реке Шиворонь остановила вторжение Девлета I Гирея, после которого татары ещё три года не предпринимали крупных набегов на Русь вплоть до 1555 года. В битве был захвачен ханский обоз, табуны лошадей и верблюдов, гружёных порохом, которых не успели зарезать отступающие татары. Большое число татар было взято живыми. Также удалось освободить всех русских пленников, уведённых татарами для продажи в рабство на невольничьих рынках Крыма.

## Значение
Планам крымского хана Девлета I Гирея в отношении Казанского ханства так и не суждено было сбыться. Ему не удалось остановить казанский поход Ивана Грозного и предотвратить победу русского войска. Он сумел лишь на несколько дней отсрочить поход. Героическая оборона Тулы её защитниками и победа русского войска над крымской ордой на реке Шиворонь остановили вторжение Девлета Гирея на Русь и явились предпосылкой к успешному походу Ивана Грозного на Казань.

## Возвращение русского войска в Коломну
Добытые трофеи и пленных, по свидетельству Никоновской летописи, доставили к Ивану Грозному в Каширу как свидетельство одержанных побед. Царь подверг захваченных татар пыткам и допросу о причинах нападения на Рязанские и Тульские земли. После чего сам возвратился в Коломну, а пленных, вместе с ханским обозом, верблюдами и турецкой артиллерией, отправил в Москву с Семёном Васильевичем Яковлевым. Однако, Казанская летопись сообщает, что крымские пленные, взятые в боях под Тулой и на Шиворони, были приведены к Ивану Грозному в Коломну на показ народу, после чего все татары живьём были сброшены в реку.
1 июля все воеводы со своими полками вернулись из-под Тулы в Коломну, где пребывал Иван Грозный. Царю было доложено, что Девлет Гирей безвозвратно покидает русские земли. Станичники, поехавшие дозором вслед за отступающей ордой, рассказывают, что татары спешно уходят в степи, проходя по 60-70 вёрст в день, и бросают много коней.
После одержанных под Тулой побед, царь наградил воевод, принимавших участие в походе и повелел дать восемь дней на отдых вернувшимся из битвы полкам.
На радостях, наместник, князь Г.И. Тёмкин дал в Туле большой пир пригласив боярина Щенятева и воеводу князя Курбского, за что царь 12 лет спустя укорял за это в письме к князю А.М. Курбскому: "....вы пировали в Туле у князя Григория Тёмкина, а не думали преследовать хана Гирея".
В память о данной победе князь Г.И. Тёмкин-Ростовский, тульские дворяне и граждане, возвели в той части города, где наиболее свирепствовала осада, мужской Предтечев монастырь в честь усекновения главы Иоанна Крестителя. Монастырь послужил местом упокоения убитым при осаде и на поле брани.

## Продолжение похода на Казань
Одержав крупную победу над крымскими татарами, Иван Грозный продолжил свой казанский поход. Из Коломны он пошёл ко Владимиру, а оттуда в Муром, где к нему присоединилось союзное 30 тысячное татарское войско во главе которого стоял бывший правитель Казани Шах-Али хан. Также в Муроме к Ивану Грозному присоединились два астраханских царевича Каибула и Дербышалей с 20 тысячной ордой астраханских татар, желавшие принять участие в походе на Казань.
А уже через восемь дней после битвы на реке Шиворонь раненый Андрей Курбский снова сидел в седле, стойко перенося все тяготы и лишения военного похода. Ему и князю П. М. Щенятеву предстояло прикрывать с юга продвижение главного войска Ивана Грозного от нападения заволжских татар. Князья вели за собой 30 тысячное войско через рязанские и мещёрские земли к стенам Казани..
В августе 1552 года столица Казанского ханства была окружена, а 2 октября, после падения Казани, Казанское ханство вошло в состав Русского царства и прекратило своё существование.

## Последствия

Иван Грозный приказывает построить город Дедилов на поле

После поражений крымскотатарской орды в битвах под стенами Тулы и на реке Шиворонь во время похода на Русь 1552 года, Девлету Гирею и его мурзам оставалось только безучастно наблюдать за падением и завоеванием Казанского ханства. Между крымским ханом и Иваном Грозным завязалась регулярная переписка. Девлет Гирей слал русскому царю свои заверения в дружбе, и требовал ещё больших поминок, угрожая новым нападением в случае отказа. В ответ Иван Васильевич написал, что дружбы он ни с кем не покупает и отправил в Крым извещение о завоевании Астраханского ханства. А чтобы дружба с Девлетом Гиреем была ещё крепче, Иван Грозный начал укреплять слабые места в обороне тульских и рязанских засек, увеличивая военное присутствие на южных границах Русского царства.
В 1553 году на берегах реки Шиворонь, неподалёку от места битвы, напротив Костомарова брода через Упу, по приказу Ивана Грозного был заново восстановлен город Дедилов, уничтоженный во времена татаро-монгольского нашествия. В Дедилове был размещён гарнизон из регулярного войска. В 1554 году первым воеводой в Дедилов был назначен князь Дмитрий Михайлович Жижемский. При нём в Дедилове была построена деревянная крепость окружённая рвом и город вошёл в оборонительную линию пограничных крепостей Русского царства. Через несколько лет после Жижемского в Дедилове годовал свою службу воевода князь Иван Иванович Турунтай-Пронский.
Весной 1553 года «на шацких воротах» была построена крепость Шацк, а с весны 1555 года в составе крепостей засечной черты в разрядных книгах появляется крепость Болхов.

## Отражение в культуре

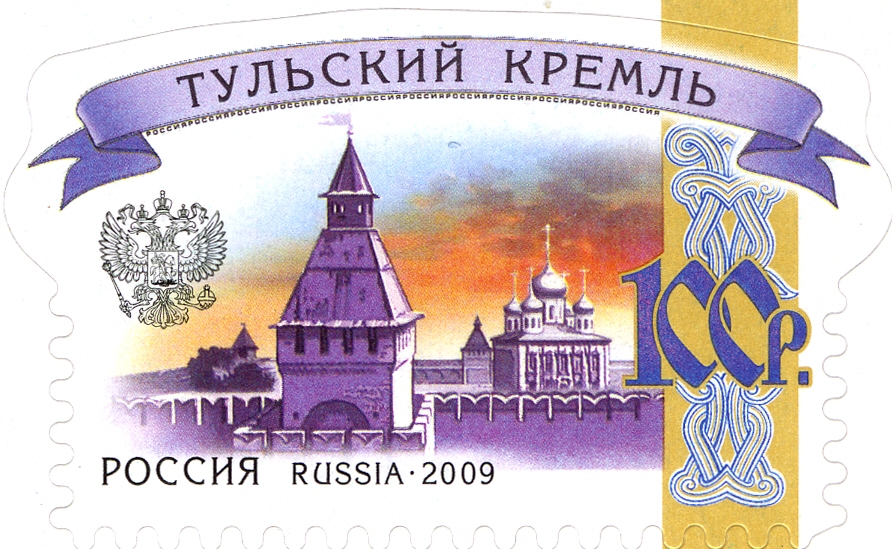
Изображение Тульского кремля на почтовой марке 2009 г.

В 1553 году в честь защитников Тулы и в память об обороне города от разорительного крымскотатарского вторжения, рядом с тульским кремлём, в восточной части деревянного острога на берегу реки Упы, был основан мужской Иоанно-Предтечев монастырь. На монастырском кладбище у храма в честь Усекновения главы Иоанна Крестителя в братской могиле были похоронены защитники города, павшие в битве с крымской ордой.
В 2002 году на территории тульского кремля возле башни Ивановских ворот был установлен закладной камень в честь 450-летия обороны Тулы от нападения хана Девлета I Гирея.